# حسين يسري
حسين يسري (حوالي 1904 ـ حوالي 1939) هو جرّاح مصري. تلقى تعليمه في مدرسة طب جامعة برمنغهام وفي مستشفى كينغز كوليج بلندن. حصل على عضوية كلية الجراحين الملكية بإنجلترا في 28 يوليو 1927، وعلى ترخيص كلية الأطباء الملكية (LRCP) في العام ذاته، وعلى زمالة كلية الجراحين الملكية في 11 ديسمبر 1930.